# Billy Evans (basket-ball)
Pour les articles homonymes, voir Evans.
William Best « Billy » Evans, né le 13 septembre 1932 à Berea, dans le Kentucky et mort le 22 novembre 2020, est un ancien joueur américain de basket-ball. Il évolue au poste d'arrière.

## Palmarès
- Champion olympique 1956
- Médaillé d'or aux Jeux panaméricains de 1959